# 王鸥行
王鸥行（英語：Ocean Vuong，1988年10月14日—），本名王国荣（越南语：／），美国越南裔诗人、散文家和小说家。他曾获得2014年美国诗歌基金会颁发的露丝·莉莉和多萝西·萨金特·罗森伯格诗歌奖学金2016年怀廷奖，和2017年T·S·艾略特奖。他的处女作《大地上我们转瞬即逝的绚烂》于2019年出版。同年，他获得了麦克阿瑟奖。

## 名字
王鸥行是其英文名的音译中文译名，此译法经过其本人同意。王鸥行本名王国荣，据其父亲所述，给儿子取“王国荣”这个名字，源于他对香港演员张国荣的喜爱。
其英文名的由来，源自其做美甲师的母亲一次与顾客的交谈。他的母亲表达了想去海滩（beach）的愿望，却将“beach”误读成了“bitch”（贱货）。顾客便建议她改用“ocean”（海洋）一词。当母亲了解到“ocean”意指“最广袤的、有明确分类的水体，例如连接美国和越南的太平洋”后，她便给儿子改名为“Ocean”（海洋）。

## 早期生活
王鸥行出生于越南西贡市，母亲是混血儿。在他出生前两代，其祖母于越南乡村长大。彼时，他的祖父——一位来自密歇根州的农场少年——正在美国海军服役。正是在越南战争期间，祖父爱上了王鸥行的祖母，王鸥行形容祖母是“稻田里的不识字的姑娘”。
祖父母结婚后生了三个女儿，其中一人便是王鸥行的母亲。后来祖父回美国探亲，不料西贡被共产党军队攻占，他无法返回越南。担心女儿们的安全，祖母忍痛做出艰难决定：把三个女儿分别送进不同的孤儿院。当时，被视为“通敌者”的危险日益加剧，她相信分开安置能最大程度保全孩子们的性命。“那是个人道主义危机，这样她们活下来的机会更大，”王鸥行解释道。祖母还担心女儿们会被带离越南。
作为美国军人的女儿，她们本有资格参与“婴儿空运行动”——该计划将儿童送往美国收养。如果母女团聚，她们可能被视为一个完整的家庭单位，成为那些试图离开美国的异见人士的目标。祖母把她们分开，正是想避开这些风险，增加她们活下去的机会。
待到全家团聚之时，王鸥行的母亲早已成年。十八岁那年，她生下了王鸥行，并在西贡一家发廊工作，靠给男顾客洗头维持生计然而，她混血的身份引起了一名警察的注意。该警察意识到，根据越南法律，她的背景使其工作属于非法。这一发现让全家陷入巨大危险，迫使她们为求安全逃离越南。
一家人被撤离至菲律宾的一个难民营，在等待救世军处理其重新安置申请的过程中滞留于此。两岁的王鸥行和家人最终获得庇护，移民到了美国。他们与七位亲戚一起，定居在康涅狄格州的哈特福，挤在一间一居室的公寓里。他的父亲某天抛下全家，一去不返。
王鸥行是家族里第一个精通读写的人，但他在十一岁时才学会阅读。他怀疑家族有失讀症的遗传。十五岁时，王鸥行曾在一家烟草农场非法打工，后来他在《大地上我们转瞬即逝的绚烂》一书中描述了这段农场经历。他在成年后得以与自己的外祖父重逢。

## 教育
王鸥行曾就读于康涅狄格州格拉斯顿伯里镇的格拉斯顿伯里高中，该校以学术卓越著称。但他坦言：“我当时根本不懂如何善用这种资源。”他透露自己一度平均绩点低至1.7。
高中时期，王鸥行向同为格拉斯顿伯里校友的凯特·周（Kat Chow）表示，他“深知必须离开康涅狄格州”。在曼彻斯特社区学院短暂就读后，他转学至纽约市的佩斯大學攻读市场营销专业。然而在佩斯大学仅数周，他便意识到这个选择“完全不适合自己”。
此后，他到纽约市立大学布鲁克林学院学习，师从诗人兼小说家本·勒纳研习19世纪英国文学，并最终获得英语文学学士 (BA)学位。在布鲁克林学院期间，他获得美国诗人学会学院诗歌奖。王鸥行后续继续深造，于纽约大学取得诗歌藝術創作碩士（M.F.A.）。

## 私人生活
王鸥行曾形容自己是由女性抚育长大的。在他小说《大地上我们转瞬即逝的绚烂》出版前三个月，王鸥行的母亲确诊乳腺癌，并于2019年11月去世。哀悼期间，他创作了诗集《时间是一位母亲》。王鸥行表示，这部诗集是他在遭遇此般心碎后，对生命意义的探寻。
2021年11月，该年度澳大利亚新南威尔士州高中毕业证书考试中，《大地上我们转瞬即逝的绚烂》的一段节选被选为考题。这是该州十二年级学生两门英语考试中的第一场，要求考生阅读小说节选并回答一道简答题。考试结束后，澳大利亚学生纷纷通过Instagram向王鸥行疯狂发送消息表达困惑。对此，作者以幽默风趣的方式一一作了回应。
王鸥行是同性恋者。同时也是一名修行禅宗的佛教徒。他与伴侣彼得·比恩科夫斯基（Peter Bienkowski）以及母亲去世后由他接来同住的同母异父的弟弟，共同居住在马萨诸塞州的北安普敦市。在加沙战争期间，他支持抵制包括出版商和文学节在内的以色列文化机构。